# La Agüita, Nuevo León
La Agüita är en ort i Mexiko.   Den ligger i kommunen Doctor Arroyo och delstaten Nuevo León, i den centrala delen av landet, 500 km norr om huvudstaden Mexico City. La Agüita ligger 1 775 meter över havet och antalet invånare är 191.
Terrängen runt La Agüita är kuperad. Runt La Agüita är det mycket glesbefolkat, med 5 invånare per kvadratkilometer. Närmaste större samhälle är La Unión y el Cardonal, 15,9 km sydost om La Agüita. Omgivningarna runt La Agüita är i huvudsak ett öppet busklandskap.